# آب‌مزار
آب مزار (به لاتین: Ab Mazar) در افغانستان است که در ولایت هرات واقع شده‌است.